# نوربرتو تلس
نوربرتو تلس (اسپانیایی: Norberto Téllez‎؛ زادهٔ ۲۲ ژانویه ۱۹۷۲) دونده اهل کوبا بود.
وی در مسابقات کشوری و بین‌المللی در مجموع برندهٔ ۲ مدال طلا، ۴ مدال نقره، ۱ مدال برنز شده‌است.